# 纪处讷
紀處訥（？—710年7月24日），秦州上邽人。
娶武三思的妻子的姐姐，依附宗楚客，累迁太府卿，时人称为“宗纪”。神龍元年夏，大旱，穀價騰踊，中宗亲问處訥為何稻穀價錢昂貴。進侍中。监察御史崔琬弹劾宗楚客與纪处讷受后突厥可汗默啜的賄賂，致生边患。中宗下命崔琬与宗楚客﹑紀處訥結为兄弟。景龙四年（710年）六月二十一日（7月22日），李隆基率兵诛除韦后，又大索武氏家族，“诛死流窜殆尽”，時纪处讷人在外地，伏诛。

## 延伸阅读
[在维基数据编辑]
 《新唐書·卷109》，出自《新唐書》